# Yūki Kondō
Yūki Kondō (近藤 有己, Kondō Yūki), né le 17 juillet 1975) est un pratiquant japonais de combat libre issu du pancrase. Il mesure 1,80 m pour 88 kg et combat au Pride Fighting Championships dans la catégorie des poids moyens.

## Carrière dans le catch

### Shows Indépendants
Lors de Hiromitsu Kanehara Produce U-SPIRITS again, il bat Hiromitsu Kanehara dans un MMA Match pour décision aux points et ne remporte pas le Hiromitsu Kanehara

## Palmarès MMA
| 72 combats: 46 victoires (13 (T)KO's, 16 soumissions, 16 décisions, 1 par abandon), 20 défaites (3 (T)KO's, 6 décisions, 11 soumissions) et 6 égalités. |          |                       |                                               |                                                   |       |       |
| Date | Résultat | Adversaire            | Nom de l'événement                            | Méthode                                           | Round | Temps |
| 14/07/2007 | Défaite  | Trevor Prangley       | Bodog Fight - Alvarez vs Lee                  | TKO (Arrêt par le docteur)                        | 2     | 5:00  |
| 31/12/2006 | Défaite  | Akihiro Gono          | PRIDE - Shockwave 2006                        | Décision (Partagée)                               | 2     | 5:00  |
| 10/12/2006 | Victoire | Ian Nai               | Pancrase - Blow 11                            | Soumission (Étranglement sanguin arrière)         | 1     | 1:30  |
| 01/10/2006 | Égalité  | Jean-François Lenogue | Pancrase - Blow 8                             | Combat mené à terme                               | 3     | 5:00  |
| 27/08/2006 | Victoire | Daijiro Matsui        | Pancrase - Blow 6                             | Décision (Unanime)                                | 3     | 5:00  |
| 02/04/2006 | Défaite  | Phil Baroni           | PRIDE - Bushido 10                            | KO (Coup de poing)                                | 1     | 0:25  |
| 31/12/2005 | Défaite  | Kazuhiro Nakamura     | PRIDE - Shockwave 2005                        | Décision (Unanime)                                | 3     | 5:00  |
| 02/10/2005 | Victoire | Hiromitsu Kanehara    | Pancrase - Spiral 8                           | Décision (Unanime)                                | 3     | 5:00  |
| 23/04/2005 | Défaite  | Igor Vovchanchyn      | PRIDE - Total Elimination 2005                | Décision (Unanime)                                | 3     | 5:00  |
| 31/12/2004 | Défaite  | Dan Henderson         | PRIDE - Shockwave 2004                        | Décision (Partagée)                               | 3     | 5:00  |
| 07/11/2004 | Victoire | Evangelista Santos    | Pancrase - Brave 10                           | Décision (Unanime)                                | 3     | 5:00  |
| 15/08/2004 | Défaite  | Wanderlei Silva       | PRIDE - Final Conflict 2004                   | KO                                                | 1     | 2:46  |
| 22/06/2004 | Victoire | Shannon Ritch         | Pancrase - Brave 6                            | Soumission (Clé de genou)                         | 1     | 1:01  |
| 29/03/2004 | Victoire | Steve Heath           | Pancrase - Brave 3                            | Soumission (Étranglement sanguin arrière)         | 1     | 4:01  |
| 31/12/2003 | Victoire | Mario Sperry          | PRIDE - Shockwave 2003                        | TKO (Arrêt par le docteur)                        | 1     | 3:27  |
| 30/11/2003 | Victoire | Sanae Kikuta          | Pancrase - Hybrid 10                          | KO (Coup de poing)                                | 3     | 0:08  |
| 31/08/2003 | Défaite  | Josh Barnett          | Pancrase - 10th Anniversary Show              | Soumission (Étranglement sanguin arrière)         | 3     | 3:26  |
| 18/05/2003 | Égalité  | Sanae Kikuta          | Pancrase - Hybrid 5                           | Combat mené à terme                               | 3     | 5:00  |
| 08/03/2003 | Victoire | Sumio Koyano          | Pancrase - Hybrid 3                           | TKO (Abandon par le coach)                        | 1     | 3:58  |
| 26/01/2003 | Égalité  | Gabriel Vella         | Pancrase - Hybrid 1                           | Combat mené à terme                               | 2     | 5:00  |
| 21/12/2002 | Victoire | Tsuyoshi Kurihara     | Pancrase - Spirit 9                           | Soumission (Étranglement sanguin arrière)         | 1     | 4:49  |
| 28/07/2002 | Victoire | Yoshinori Momose      | Pancrase - 2002 Neo-Blood Tournament, Round 1 | Soumission (Coups de poing)                       | 2     | 3:51  |
| 06/05/2002 | Défaite  | Yoshinori Momose      | PC - Premium Challenge                        | Décision (Majoritaire)                            | 1     | 10:00 |
| 30/03/2002 | Victoire | Kick Boxer            | DEEP 2001 - 4th Impact                        | Soumission (Clé de bras)                          | 1     | 1:58  |
| 17/02/2002 | Victoire | Eiji Ishikawa         | Pancrase - Spirit 2                           | Décision (Unanime)                                | 2     | 5:00  |
| 27/01/2002 | Victoire | Mitsuyoshi Sato       | Pancrase - Spirit 1                           | TKO (Coups de poing)                              | 2     | 0:32  |
| 01/12/2001 | Victoire | Akihiro Gono          | Pancrase - Proof 7                            | Abandon (Coups de poing)                          | 3     | 0:52  |
| 18/08/2001 | Défaite  | Paulo Filho           | DEEP 2001 - 2nd Impact                        | Décision (Unanime)                                | 3     | 5:00  |
| 29/06/2001 | Défaite  | Vladimir Matyushenko  | UFC 32 - Showdown in the Meadowlands          | Décision (Unanime)                                | 3     | 5:00  |
| 31/03/2001 | Victoire | Brian Gassaway        | Pancrase - Proof 2                            | Soumission (Clé de cheville type Toe Hold)        | 1     | 1:45  |
| 04/02/2001 | Victoire | Eiji Ishikawa         | Pancrase - Proof 1                            | TKO (Blessure au nez)                             | 3     | 4:16  |
| 16/12/2000 | Défaite  | Tito Ortiz            | UFC 29 - Defense of the Belts                 | Soumission (Clé de cou)                           | 1     | 1:52  |
| 22/09/2000 | Victoire | Alexandre Dantas      | UFC 27 - Ultimate Bad Boyz                    | TKO (Strikes)                                     | 3     | 2:28  |
| 23/07/2000 | Victoire | Dan Theodore          | Pancrase - 2000 Neo-Blood Tournament, Round 1 | Soumission (Clé de genou)                         | 1     | 3:08  |
| 26/05/2000 | Victoire | Saulo Ribeiro         | C2K - Colosseum 2000                          | TKO (Coups de poing)                              | 1     | 0:22  |
| 23/01/2000 | Victoire | Manabu Yamada         | Pancrase - Trans 1                            | Décision (Unanime)                                | 1     | 10:00 |
| 28/11/1999 | Défaite  | Semmy Schilt          | Pancrase - Breakthrough 10                    | Soumission (Étranglement sanguin arrière)         | 1     | 2:28  |
| 18/09/1999 | Victoire | Kiuma Kunioku         | Pancrase - 1999 Anniversary Show              | TKO (Coup de genou aérien et coup de paume)       | 1     | 0:34  |
| 01/08/1999 | Victoire | Jason Godsey          | Pancrase - 1999 Neo-Blood Tournament, Round 1 | Soumission (Clé de cheville type Toe Hold)        | 1     | 5:08  |
| 06/07/1999 | Victoire | Daisuke Watanabe      | Pancrase - Breakthrough 7                     | KO                                                | 1     | 0:21  |
| 18/04/1999 | Victoire | Semmy Schilt          | Pancrase - Breakthrough 4                     | Décision (aux points)                             | 1     | 20:00 |
| 09/03/1999 | Défaite  | Kiuma Kunioku         | Pancrase - Breakthrough 3                     | Décision (Unanime)                                | 1     | 15:00 |
| 19/01/1999 | Victoire | Satoshi Hasegawa      | Pancrase - Breakthrough 1                     | TKO (Coup de paume)                               | 1     | 0:48  |
| 19/12/1998 | Défaite  | Guy Mezger            | Pancrase - Advance 12                         | Décision (Majoritaire)                            | 1     | 20:00 |
| 04/10/1998 | Victoire | Daisuke Ishii         | Pancrase - Advance 9                          | Soumission (Clé de cheville type Toe Hold)        | 1     | 2:38  |
| 14/09/1998 | Victoire | Osami Shibuya         | Pancrase - 1998 Anniversary Show              | Décision (Partagée)                               | 1     | 20:00 |
| 26/07/1998 | Égalité  | Ryushi Yanagisawa     | Pancrase - 1998 Neo-Blood Tournament, Round 2 | Combat mené à terme                               | 1     | 20:00 |
| 26/04/1998 | Victoire | Keiichiro Yamamiya    | Pancrase - Advance 5                          | Décision (Majoritaire)                            | 1     | 20:00 |
| 06/02/1998 | Égalité  | Kiuma Kunioku         | Pancrase - Advance 2                          | Combat mené à terme                               | 2     | 3:00  |
| 20/12/1997 | Défaite  | Masakatsu Funaki      | Pancrase - Alive 11                           | Soumission (Clé d'épaule type Kimura en Triangle) | 1     | 2:20  |
| 16/11/1997 | Victoire | Yoshiki Takahashi     | Pancrase - Alive 10                           | Soumission (Clé de bras en Triangle)              | 1     | 7:27  |
| 29/10/1997 | Victoire | Leon Dijk             | Pancrase - Alive 9                            | Décision (Unanime)                                | 1     | 20:00 |
| 06/09/1997 | Victoire | Jason Delucia         | Pancrase - 1997 Anniversary Show              | Soumission (Clé de cheville type Toe Hold)        | 1     | 27:22 |
| 09/08/1997 | Victoire | Ikuhisa Minowa        | Pancrase - Alive 8                            | Soumission (Clé de cheville type Toe Hold)        | 1     | 5:13  |
| 21/07/1997 | Défaite  | Jason Godsey          | Pancrase - 1997 Neo-Blood Tournament, Round 2 | Soumission (Étranglement)                         | 1     | 8:17  |
| 30/06/1997 | Victoire | Semmy Schilt          | Pancrase - Alive 7                            | Décision (Unanime)                                | 1     | 20:00 |
| 24/05/1997 | Victoire | Gary Myers            | Pancrase - Alive 5                            | Soumission                                        | 1     | 5:35  |
| 27/04/1997 | Victoire | Masakatsu Funaki      | Pancrase - Alive 4                            | Soumission                                        | 1     | 15:12 |
| 22/03/1997 | Victoire | Kim Jong Wang         | Pancrase - Alive 3                            | Soumission                                        | 1     | 0:25  |
| 22/02/1997 | Victoire | Guy Mezger            | Pancrase - Alive 2                            | Décision (aux points)                             | 1     | 20:00 |
| 17/01/1997 | Victoire | Kiuma Kunioku         | Pancrase - Alive 1                            | Décision (Partagée)                               | 1     | 20:00 |
| 15/12/1996 | Défaite  | Guy Mezger            | Pancrase - Truth 10                           | Décision (aux points)                             | 1     | 20:00 |
| 09/11/1996 | Défaite  | Masakatsu Funaki      | Pancrase - Truth 9                            | Soumission                                        | 1     | 1:43  |
| 08/10/1996 | Défaite  | Jason Delucia         | Pancrase - Truth 7                            | Décision (aux points)                             | 1     | 20:00 |
| 07/09/1996 | Victoire | Frank Shamrock        | Pancrase - 1996 Anniversary Show              | KO (Coup de pied)                                 | 1     | 12:43 |
| 23/07/1996 | Victoire | Pete Williams         | Pancrase - 1996 Neo-Blood Tournament, Round 2 | Décision (Unanime)                                | 1     | 20:00 |
| 23/07/1996 | Victoire | Keiichiro Yamamiya    | Pancrase - 1996 Neo-Blood Tournament, Round 2 | TKO                                               | 1     | 6:16  |
| 22/07/1996 | Victoire | Semmy Schilt          | Pancrase - 1996 Neo-Blood Tournament, Round 1 | Décision (Partagée)                               | 1     | 10:00 |
| 25/06/1996 | Victoire | Minoru Suzuki         | Pancrase - Truth 6                            | Décision (aux points)                             | 1     | 15:00 |
| 16/05/1996 | Égalité  | Kiuma Kunioku         | Pancrase - Truth 5                            | Combat mené à terme                               | 1     | 10:00 |
| 02/03/1996 | Victoire | Osami Shibuya         | Pancrase - Truth 2                            | Décision (aux points)                             | 1     | 10:00 |
| 28/01/1996 | Victoire | Takafumi Ito          | Pancrase - Truth 1                            | Soumission (Guillotine)                           | 1     | 2:21  |